# Quatre Moulins
Quatre Moulins est un quartier de la ville de Brest dans le département du Finistère et dans la région Bretagne. 

## Description
Le quartier a une mairie de quartier depuis 2008. Il dispose de 20 454 habitants, 537 hectares de superficie totale dont 9,5 hectares de parcs, jardins et espaces verts aménagés et 10 hectares de grands parcs et espaces naturels.